# WinDVD
WinDVD (von Corel, welche den ursprünglichen Hersteller InterVideo kaufte) ist eine proprietäre Software für Microsoft Windows zum Abspielen von Video- und Audiodateien. Die Software spielt auch Container-Formate, wie DivX, Xvid, MP3 und AAC ab. Neuere Versionen der Software unterstützen Blu-ray Discs und HD DVDs. Der aktuellen Version 11 liegt eine 3D-Brille bei, da WinDVD die Wiedergabe von 3D-Inhalten unterstützt. WinDVD ist als Shareware mit begrenztem Funktionsumfang kostenlos erhältlich.

## Unterstützte Formate
- Unterstützte Videoformate/-codecs: MPEG-1, MPEG-2, MPEG-TS und MPEG-2 HD (high-definition MPEG-2), DVD-Video, Mini-DVD, MPEG-4 ASP (wie Xvid, DivX bzw. DivX Pro), MPEG-4 AVC (H.264), VC-1, WMV-HD, DVD-VR, DVD+VR, 3GPP und 3GPP2, QuickTime, RealMedia/RealVideo
- Unterstützte Audioformate/-codecs: WAV, MP3, AAC, LPCM, MLP, Dolby Digital (5.1) und Dolby Digital (2.0), Dolby Digital EX, DTS 2.0 und 5.1, DTS Neo:6, DTS 96/24, DTS-ES Discrete, RealMedia/RealAudio

## Vergleichbare Produkte
- CyberLink PowerDVD
- LinDVD